# Kheïra Sadat
Pour les articles homonymes, voir Sadat.
Kheïra Sadat est une athlète algérienne. 

## Biographie
Kheïra Sadat est médaillée de bronze du 5 000 mètres marche aux championnats d'Afrique 1988 à Annaba.